# Rock in Rio
Rock in Rio är en rockfestival som startades 1985 av Roberto Medina, och hölls tre gånger, i Rio de Janeiro i Brasilien. Sedan 2004 har festivalen istället hållits på Iberiska halvön. Två gånger hölls den enbart i Lissabon i Portugal, men har de senaste två gångerna hållits i både Lissabon, Madrid i Spanien och Las Vegas i USA. 
2010 firade festivalen 25 år.
I september 2011 planeras festivalen flytta hem igen.[uppföljning saknas] Det är samma arrangör som förut, Roberto Medina (och nu även vicegeneralen Roberta Medina som arrangerar. Dock är inte festivalen tänkt att hållas på precis samma ställe. Senaste gången festivalen hölls i Rio de Janeiro var det i Rock City - nu planeras den istället till ett område för olympiska sommarspelen 2016.[uppföljning saknas]
Åtta inkarnationer av festivalen har hållits i Rio de Janeiro 1985, 1991, 2001, 2011, 2013, 2015, 2017 och 2019, åtta i Lissabon, 2004, 2006, 2008, 2010, 2012, 2014, 2016 och 2018, tre i Madrid 2008, 2010 och 2012 och en i Las Vegas 2015. 2015. Den brasilianska entreprenören och annonsören Roberto Medina var ansvarig för start och organisering av festivalen, samt flyttade 2004-upplagan till Lissabon, samtidigt som den kontroversiellt behöll varumärket "Rock in Rio". 2011 återvände Rock in Rio till sin ursprungliga plats, Rio de Janeiro, med en ny uppsättning av sångare och grupper.
I maj 2018 förvärvade Live Nation Entertainment en majoritetsandel i festivalen (inklusive från tidigare intressenter SFX Entertainment), där Medina fortsatte att hantera festivalens verksamhet. Live Nation uppgav att det avsåg att "[integrera] deras branschexpertis" i deras totala verksamhet.
Rock in Rio är en återkommande musikfestival med ursprung i Rio de Janeiro, Brasilien. Det förgrenade sig senare till andra platser som Lissabon, Madrid och Las Vegas.

## Festivalens historia
| Year | Name                    | Place     |
| ---- | ----------------------- | --------- |
| 1985 | Rock in Rio             | Brasilien |
| 1991 | Rock in Rio II          | Brasilien |
| 2001 | Rock in Rio III         | Brasilien |
| 2004 | Rock in Rio Lisboa      | Portugal  |
| 2006 | Rock in Rio Lisboa II   | Portugal  |
| 2008 | Rock in Rio Lisboa III  | Portugal  |
| 2008 | Rock in Rio Madrid      | Spanien   |
| 2010 | Rock in Rio Lisboa IV   | Portugal  |
| 2010 | Rock in Rio Madrid II   | Spanien   |
| 2011 | Rock in Rio IV          | Brasilien |
| 2012 | Rock in Rio Lisboa V    | Portugal  |
| 2012 | Rock in Rio Madrid III  | Spanien   |
| 2013 | Rock in Rio V           | Brasilien |
| 2014 | Rock in Rio Lisboa VI   | Portugal  |
| 2015 | Rock in Rio VI          | Brasilien |
| 2015 | Rock in Rio USA         | USA       |
| 2016 | Rock in Rio Lisboa VII  | Portugal  |
| 2017 | Rock in Rio VII         | Brasilien |
| 2018 | Rock in Rio Lisboa VIII | Portugal  |
| 2019 | Rock in Rio VIII        | Brasilien |
| 2022 | Rock in Rio IX          | Brasilien |
| 2022 | Rock in Rio Lisboa IX   | Portugal  |
| 2024 | Rock in Rio X           | Brasilien |
| 2024 | Rock in Rio Lisboa X    | Portugal  |